# 石生蝇子草
石生蝇子草（学名：Silene tatarinowii）为石竹科蝇子草属的植物。分布于中国大陆的四川、河北、陕西、内蒙古、贵州、湖北湖南、山西、河南、甘肃、宁夏等地，生长于海拔800米至2,900米的地区，见于多石质的山坡、疏林下、灌丛中和岩石缝中，目前尚未由人工引种栽培。

## 别名
石生麦瓶草（东北草本植物志） 麦瓶草、蝇子草（北京植物志） 山女娄菜（中国高等植物图鉴） 太子参（湖北、四川） 连参（甘肃）

## 异名
- Melandrium tatarinowii (Regel) Y. W. Tsui
- Silene potaninii Maxim.
- Silene tatarinowii Regel f. albiflora (Franch.) Kitag.